# 배현서
배현서(裵炫瑞, 2005년 2월 16일 ~ )은 대한민국의 축구 선수로 포지션은 왼쪽 풀백, 중앙 미드필더이며 현재 K리그1 FC 서울 소속이다.